# Michael Bleekemolen
Michael Bleekemolen (Amsterdam, 2 d'octubre de 1949) és un pilot automobilístic neerlandès que va participar en la Fórmula 1 amb els equips RAM i ATS.
Bleekemolen va destacar a la Formula Vee, (una fórmula promocional més assequible que les més conegudes Fórmula Ford o Fórmula BMW) i passava a la Fórmula 1 a la temporada 1977, on fracassava a qualificar a en el gran Premi de casa seva (Gran Premi dels Països Baixos). No obstant això, tornava l'any següent i conduïa per a quatre curses, qualificant només una vegada, al Gran Premi dels Estats Units del 1978, on es va haver de retirar.
Després de la Fórmula 1 tornava en la Fórmula 3 per a tres anys més i guanyava dues curses del Campionat Europeu, acabant segon en la sèrie, darrere de Alain Prost.
Des d'allà passava a Renault on va seguir corrent fins a retirar-se amb ells.

## Resultats a la F1
| Any  | Equip           | 1   | 2   | 3   | 4     | 5   | 6   | 7   | 8   | 9   | 10  | 11  | 12  | 13      | 14      | 15      | 16      | 17  | Equip           | WDC | Punts |
| ---- | --------------- | --- | --- | --- | ----- | --- | --- | --- | --- | --- | --- | --- | --- | ------- | ------- | ------- | ------- | --- | --------------- | --- | ----- |
| 1977 | RAM Racing      | ARG | BRA | RSA | USAO. | ESP | MON | BEL | SUE | FRA | GBR | ALE | AUT | HOL DNQ | ITA     | USA     | CAN     | JPN | Wolf - Williams | -   | 0     |
| 1978 | ATS Racing Team | ARG | BRA | RSA | USAO. | MON | BEL | ESP | SUE | FRA | GBR | ALE | AUT | HOL DNQ | ITA DNQ | USA Ret | CAN DNQ |     | ATS Racing Team | -   | 0     |

### Resum
| Curses: | Victòries: | Pòdiums: | Poles: | Voltes ràpides: | Punts: |
| ------- | ---------- | -------- | ------ | --------------- | ------ |
| 5       | 0          | 0        | 0      | 0               | 0      |